# Mitsuda Kensuke

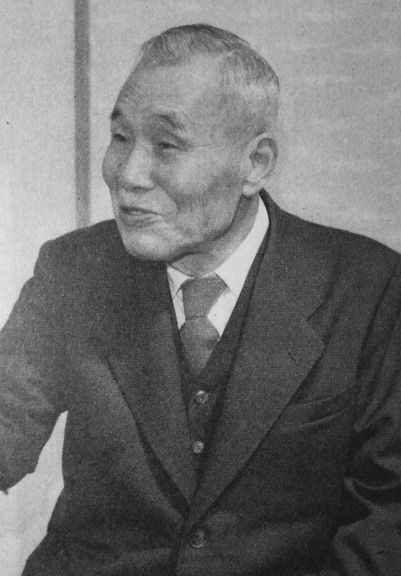
Mitsuda, 1956

Mitsuda Kensuke (japanisch 光田 健輔; geboren 12. Januar 1876 in Nakanoseki (中関町), Landkreis Saba (佐波郡) in der Präfektur Yamaguchi; gestorben 14. Mai 1964 in der Präfektur Okayama) war ein japanischer Lepra-Forscher.

## Leben und Wirken
Mitsuda Kensuke bestand nach seinem Abschluss 1896 an der Medizinischen Hochschule „Saisei gakusha“ (済生学舎) die ärztliche Praxisprüfung. Dann studierte er an der Medizinischen Fakultät der Universität Tōkyō Pathologie und arbeitete danach 1898 für das Waisenhaus der Stadt Tōkyō (東京市養育院, Tōkyō-shi yōiku-in). Dort kam er mit Lepra-Kranken in Berührung und begann sich für diese Krankheit zu interessieren. Er richtete dort eine abgetrennten Raum für die Kranken ein, ein „Genesungs-Krankenzimmer“ (回春病室, Kaishun byōshitsu).
Mitsuda schlug vor, ein Krankenhaus speziell für Lepra-Behandlung zu errichten. So wurde 1909 das Zenrai-Krankenhaus (療養所全生病院, Zenrai-jo zensei byōin) in Tōkyō, ein öffentliches Sanatorium eröffnet, dessen medizinischer Direktor er wurde, bis er 1914 Direktor des Krankenhauses wurde. Er wurde zum Direktor der ersten nationalen Lepra-Einrichtung „Nagashima Aisei Garden“ (長島愛生園, Nagashima aisei-en) ernannt, die 1913 Jahr in der Präfektur Okayama auf der Insel Nagashima in der Inlandsee eingerichtet worden war. Er blieb Direktor dieser Einrichtung, bis er 1957 in den Ruhestand ging. 
Auf Mitsuda geht die „Mitsuda-Reaktion“ zurück, die dem Nachweis der Krankheit dient. Durch seine isolierenden Maßnahmen konnte er die Ausbreitung der Infektion reduzieren, wobei die strenge Isolierung auch kritisiert wurde. Er erhielt den „Asahi Community Service Award“ und den Damien-Dutton Award für sein Engagement in der Leprabekämpfung. Der Unternehmer Shibusawa Eiichi unterstützte das Projekt, und so konnte Mitsuda hervorragende Ärzte und Krankenschwestern ausbilden. Zu seinen Büchern gehört die „Bildersammlung zur Lepra-Pathologie“ (癩病理図譜, Zenbyōri zufu).
1951 wurde Mitsuda als Person mit besonderen kulturellen Verdiensten geehrt und im selben Jahr mit dem Kulturorden ausgezeichnet.

## Sonstiges
Der japanische Film „Kirschblüten und rote Bohnen“ aus dem Jahr 2015 thematisiert die Isolierung der Lepra-Kranken.